# Moro-sphinx
Macroglossum stellatarum · Sphinx colibri, Sphinx du Sahara
Pour l'autre espèce appelée « Sphinx de Calais », voir Hemaris thysbe.
Espèce
Le Moro-sphinx, Sphinx colibri ou Sphinx du caille-lait (Macroglossum stellatarum) est une espèce paléarctique de lépidoptères (papillons) diurnes de la famille des Sphingidae, connus pour leur faculté à butiner en vol stationnaire.

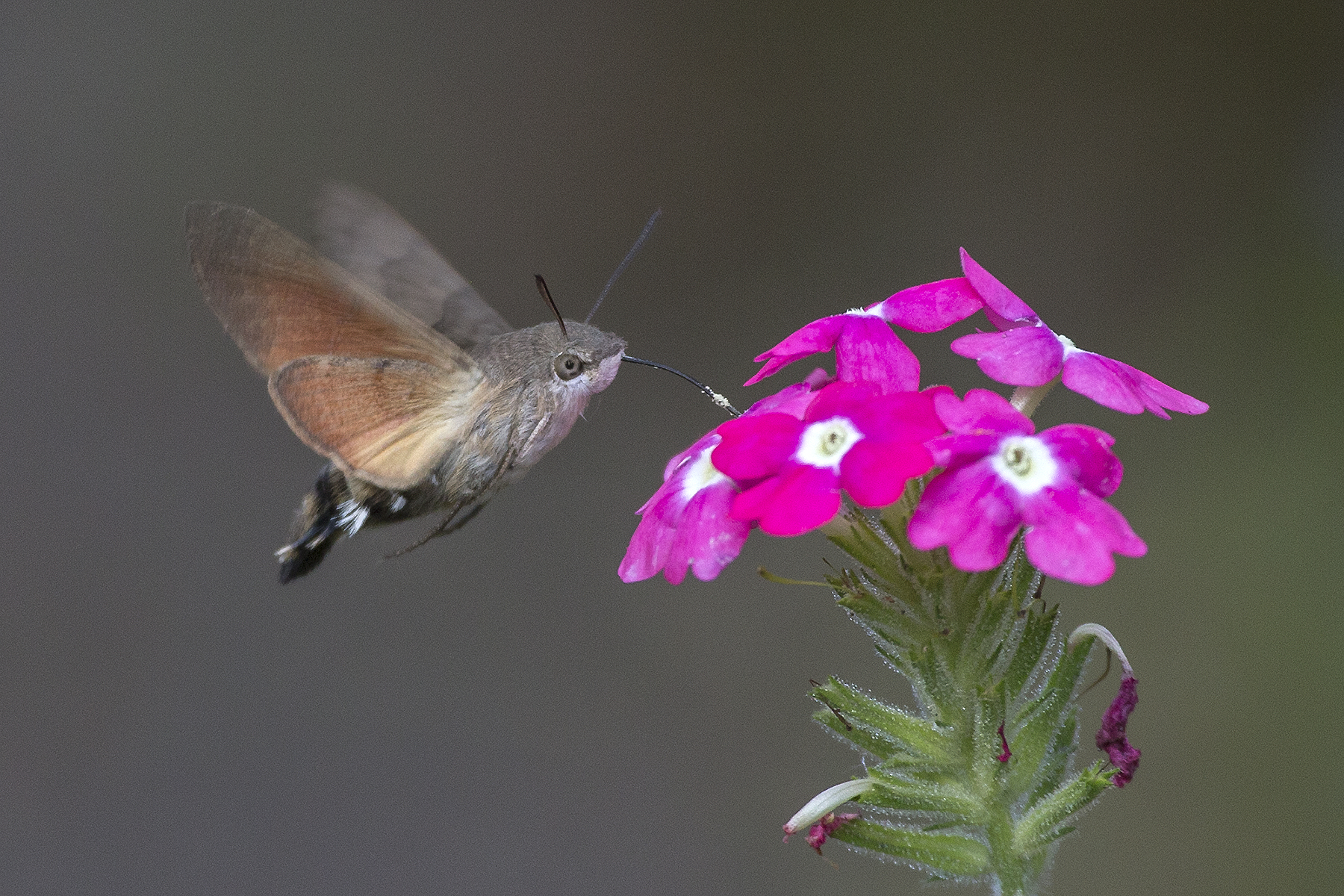
Moro-sphinx en vol stationnaire

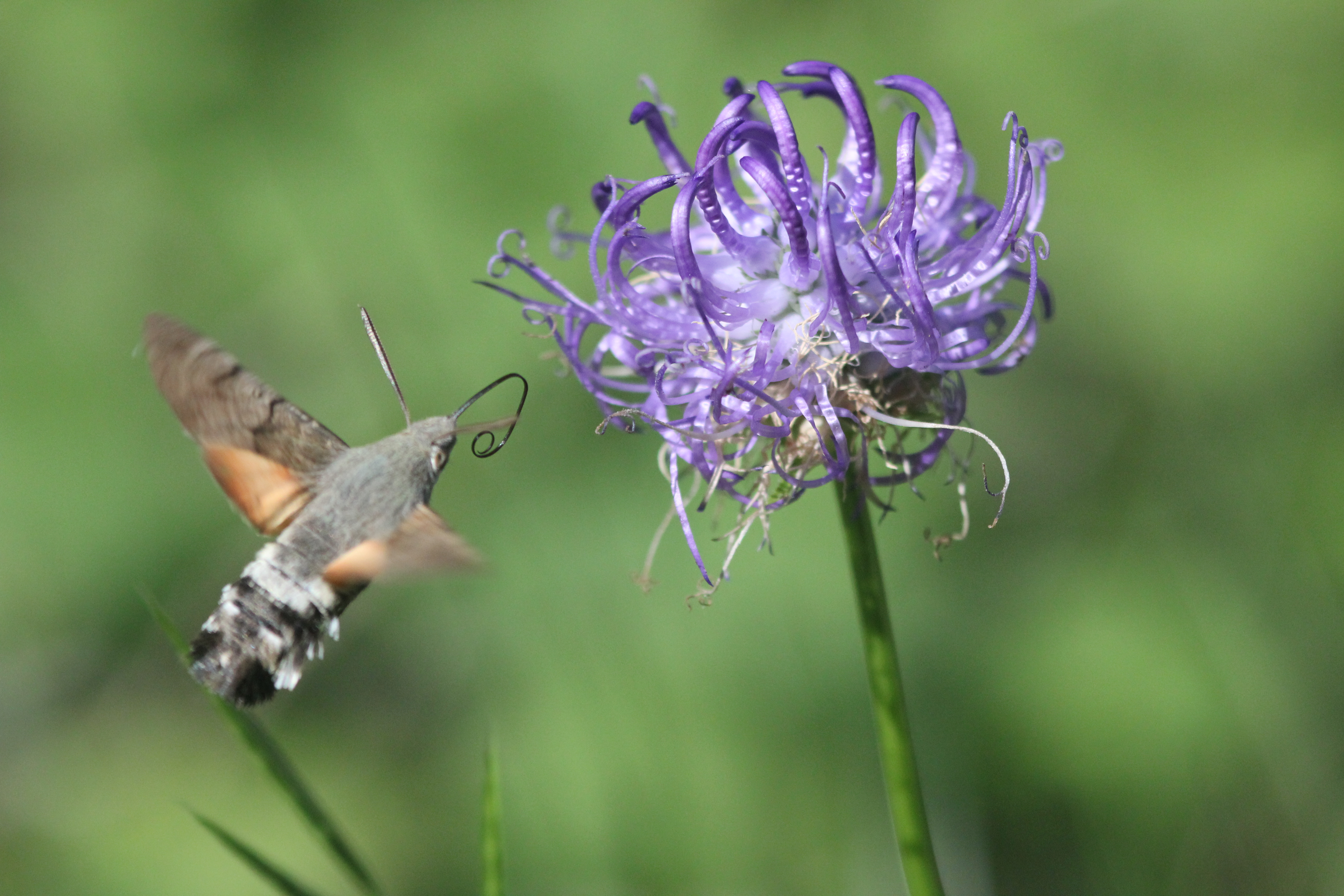
Macroglossum stellatarum - Bibliothèque du MHNT

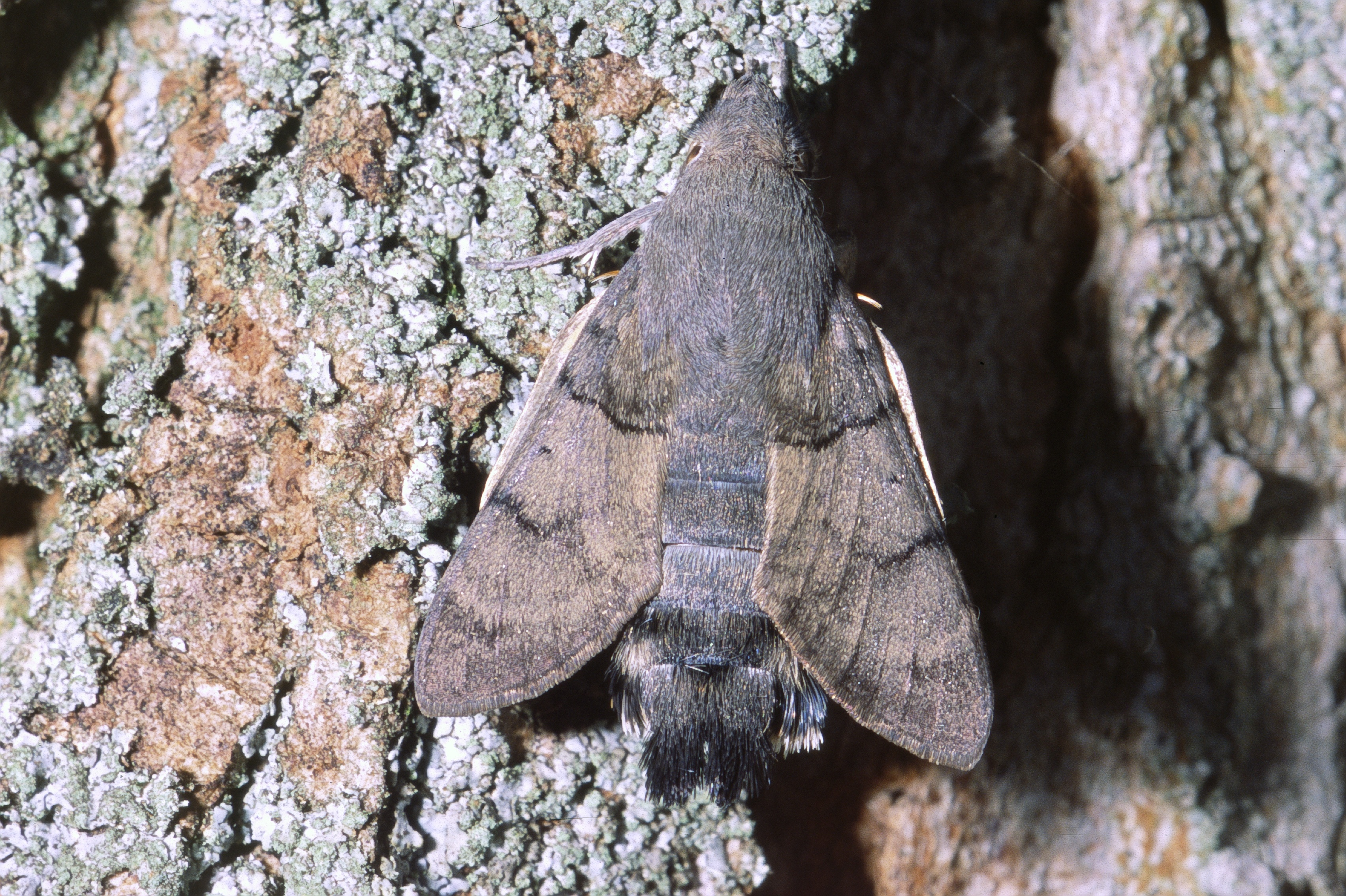
Moro-sphinx peu de temps après l'émergence, exemple de mimétisme, d'homochromie.

## Description

### Papillon
L'imago du Moro-sphinx est un papillon de taille moyenne, au corps trapu. Le dessus des ailes antérieures est brun beige et celui des ailes postérieures est orangé. Le dessous des ailes est brun orangé. Le corps est gris-brun, avec le côté de l'abdomen noir tacheté de blanc.
Ce papillon possède une très longue trompe qui lui permet de butiner les fleurs, souvent violettes, bleues ou blanches, en vol stationnaire à la manière des oiseaux-mouches. Il butine généralement le nectar des fleurs que les autres insectes ne peuvent atteindre. Il affectionne les sauges, les lavandes. Il reste parfois « coincé » par sa trompe dans certaines fleurs au tube de la corolle trop étroit comme celui de l'espèce introduite Oenothera speciosa.

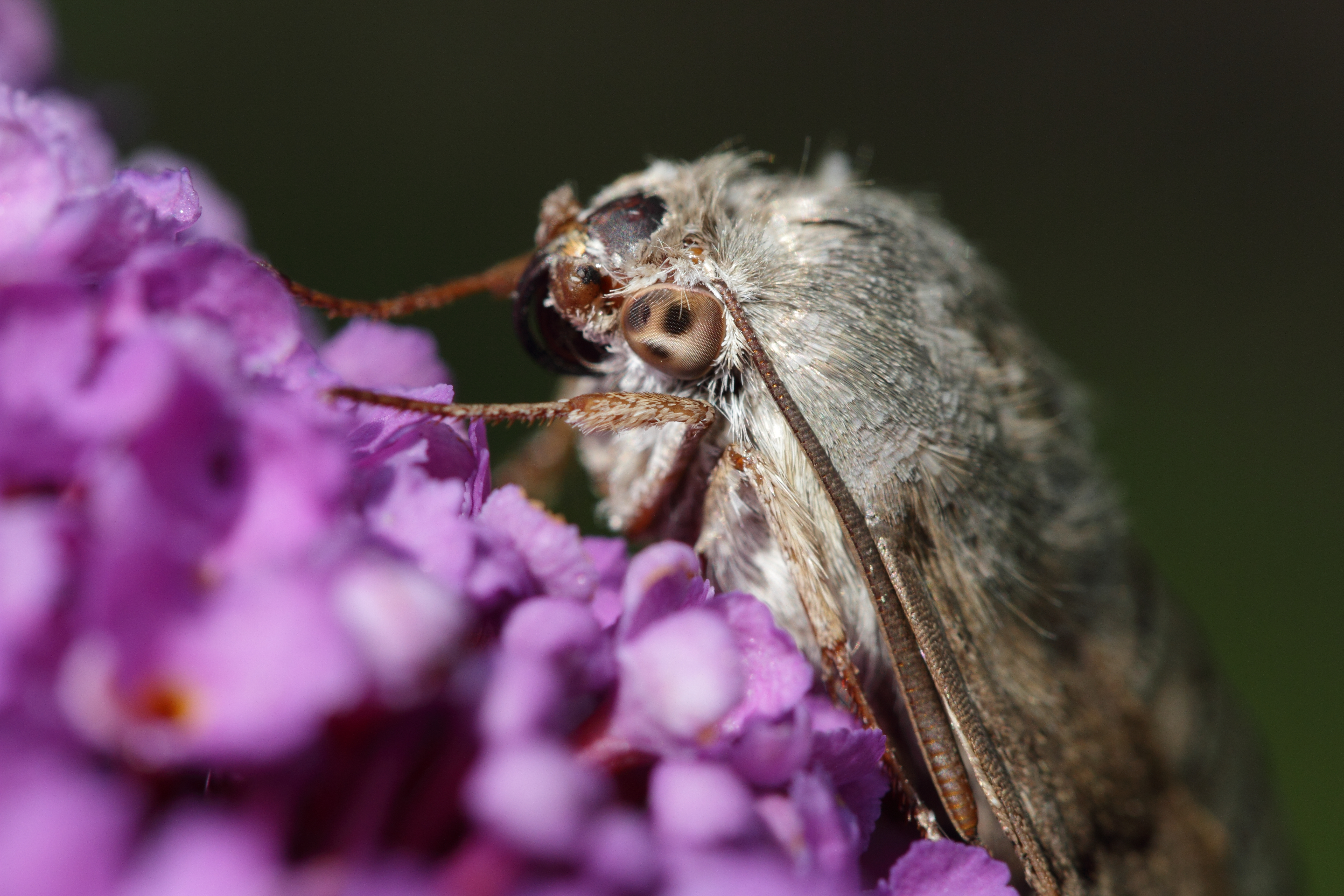
L'œil à facettes d'un Moro-sphinx
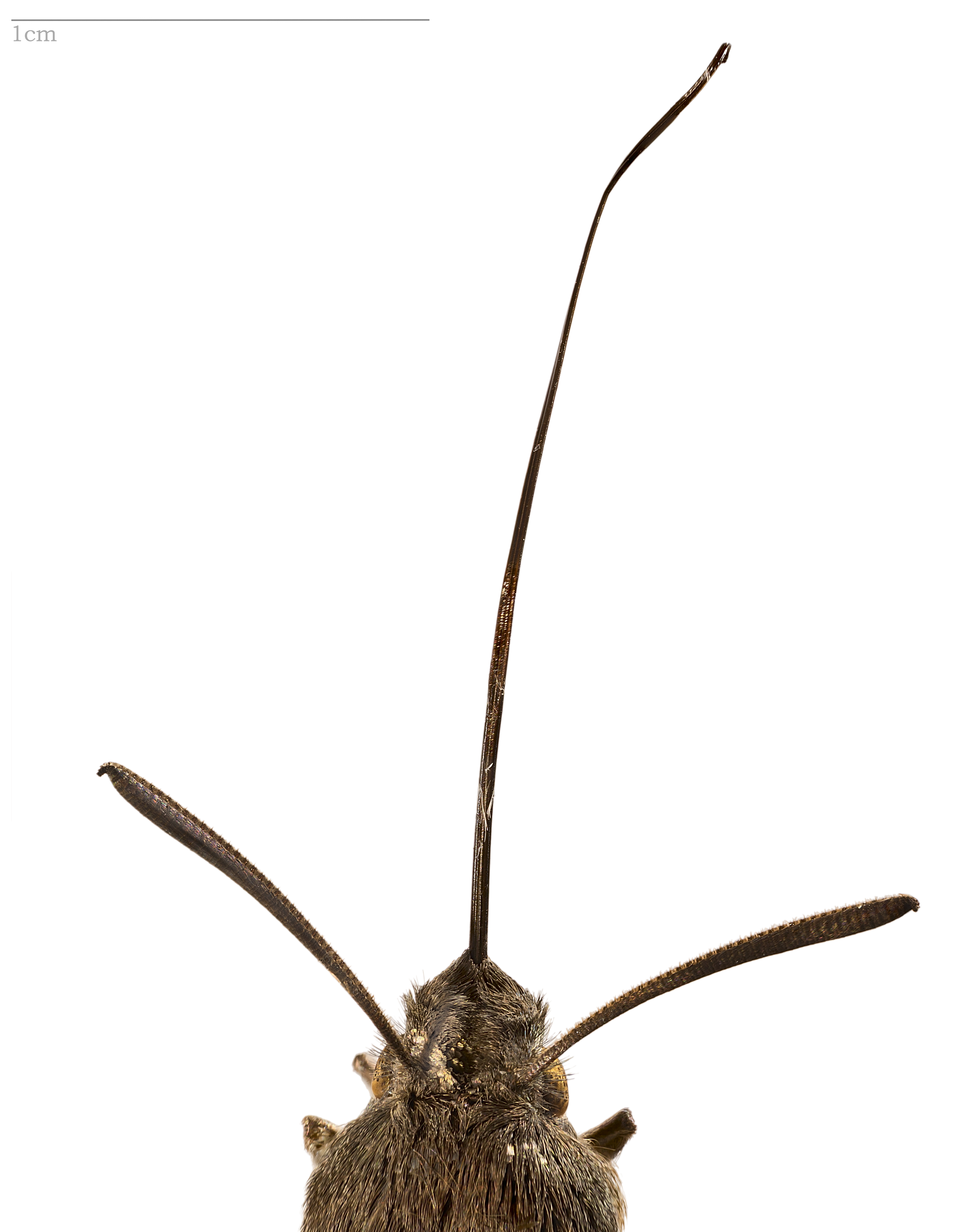
Macroglossum : littéralement : Longue langue

### Œufs
La femelle pond environ 200 œufs, en mai, ou juillet et août. De couleur verte, ils sont déposés isolément sur les bourgeons et les fleurs des gaillets (Galium) ou dans leur voisinage.

### Chenille
L'éclosion se déclenche environ une semaine après la ponte. On peut observer les chenilles principalement en mai et en août. La chenille est vert pâle rayée longitudinalement de jaune, puis marron rayée de jaune. Au bout de son corps, une corne foncée avec la pointe orangée est présente.

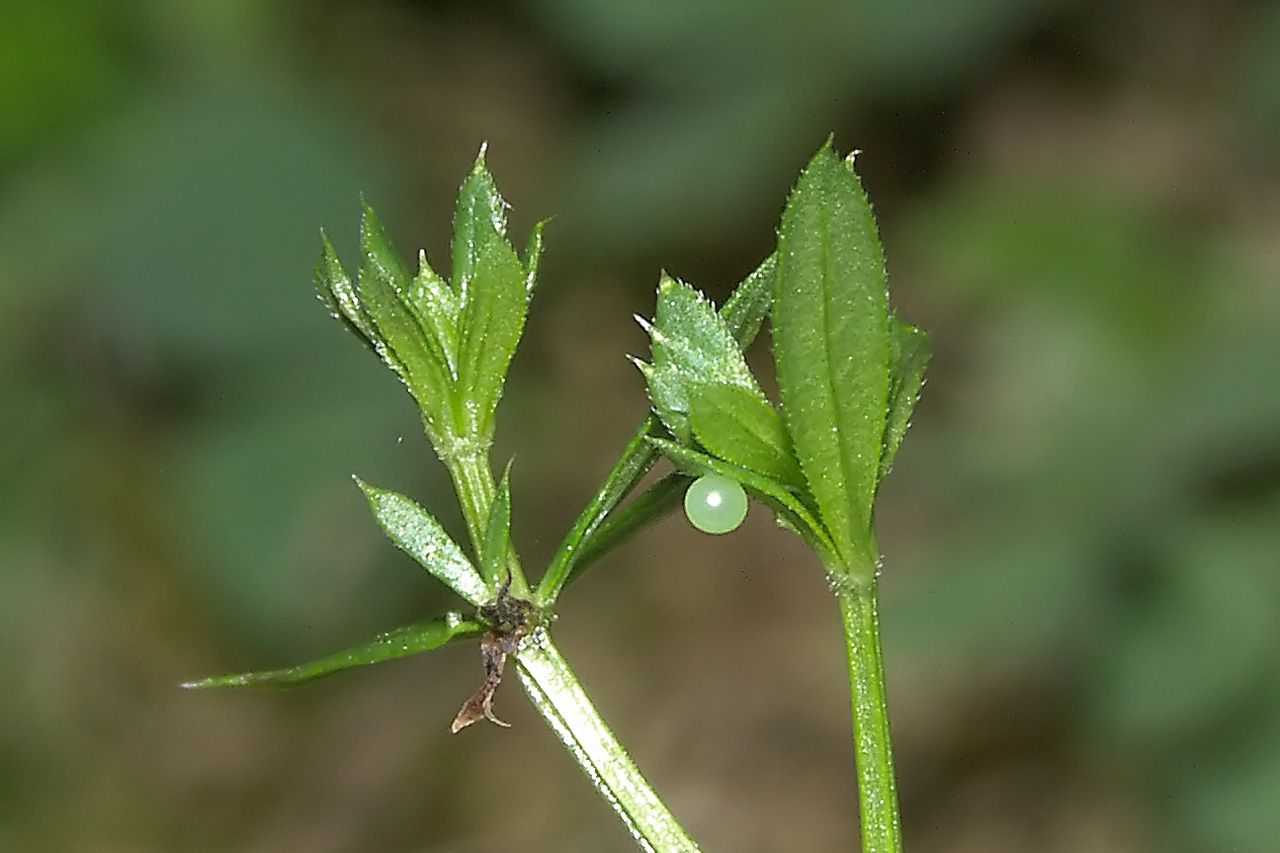
Un œuf de Moro-sphinx
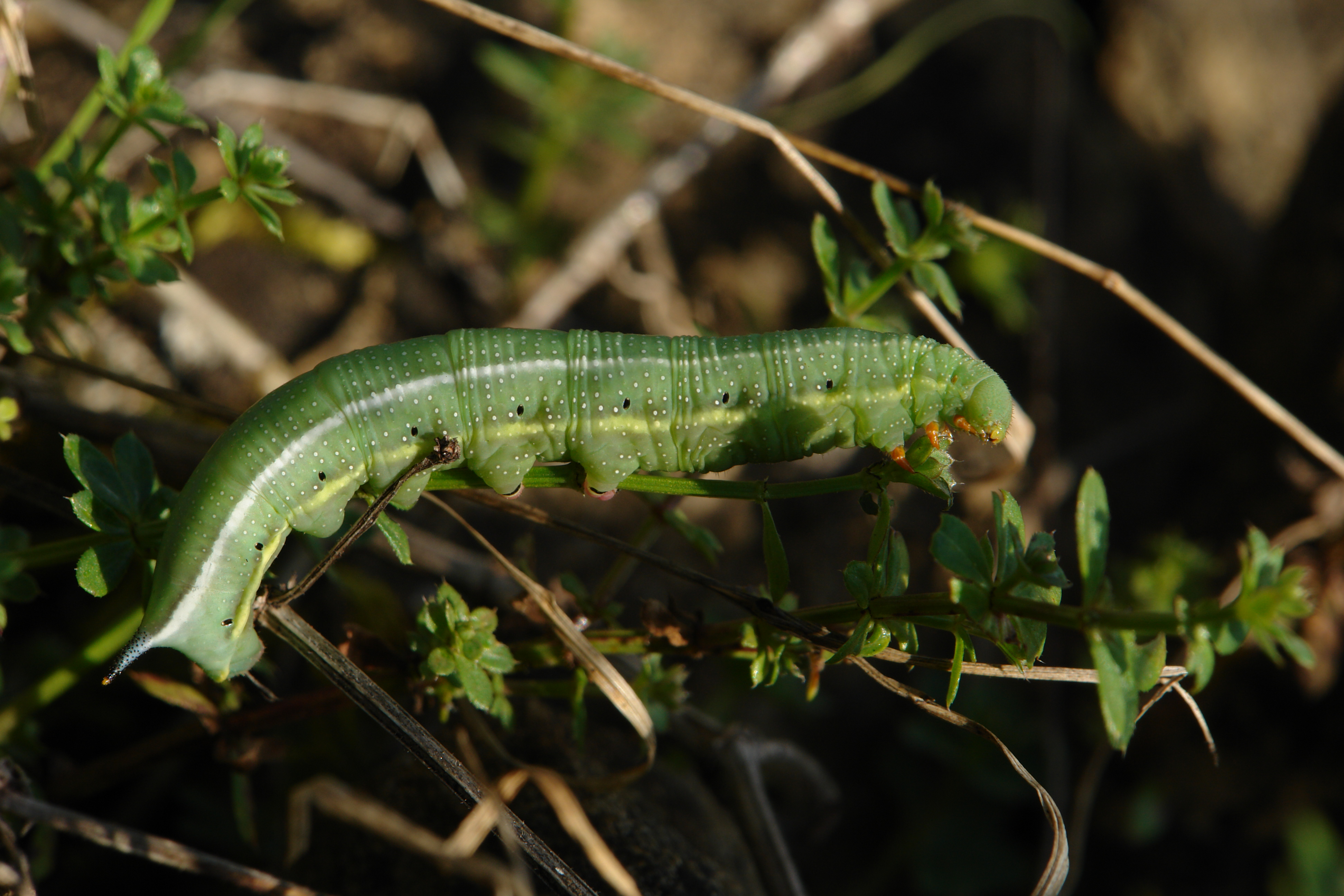
Chenille de Moro-sphinx sur un gaillet

### Chrysalide
C'est dans un cocon lâche soit sur le sol soit dans la terre que la nymphose s'effectue. Le stade nymphal dure environ 1 mois. Deux ou trois jours avant l’éclosion, la chrysalide prend les couleurs du futur papillon.

## Biologie

### Phénologie
En Europe, les imagos volent habituellement d'avril à août, mais ils peuvent être présents également en septembre (2 générations annuelles).

### Comportement
Le Moro-sphinx est l'une des quelques espèces de sa famille dont l'activité est diurne (en France, il partage cette particularité avec le Sphinx gazé et le Sphinx bourdon, deux espèces moins fréquentes).
Son vol est d'une précision et d'une rapidité peu communes : il peut atteindre 50 km/h, pour 40 km/h de moyenne, ce qui le place parmi les papillons les plus rapides.

### Plantes-hôtes
Les plantes-hôtes du Moro-sphinx sont principalement des gaillets (Galium), mais ce papillon peut aussi pondre sur d'autres plantes de la famille des Rubiaceae, ainsi que sur des Valerianaceae ou des Caryophyllaceae.

## Écologie et distribution

Distribution estivale
Distribution en toute saison
Distribution hivernale

Le Moro-sphinx est un insecte migrateur dont l'aire de répartition englobe une grande partie de l'Eurasie et l'Afrique du Nord. Il peut s'y rencontrer presque partout en été, mais en hiver il réside uniquement dans les climats tempérés les plus chauds (Espagne, Portugal, Italie, Turquie, Afrique du Nord). En effet, il survit rarement à l'hiver aux latitudes plus nordiques (comme au nord des Alpes en Europe, ou au nord du Caucase en Russie, etc.).

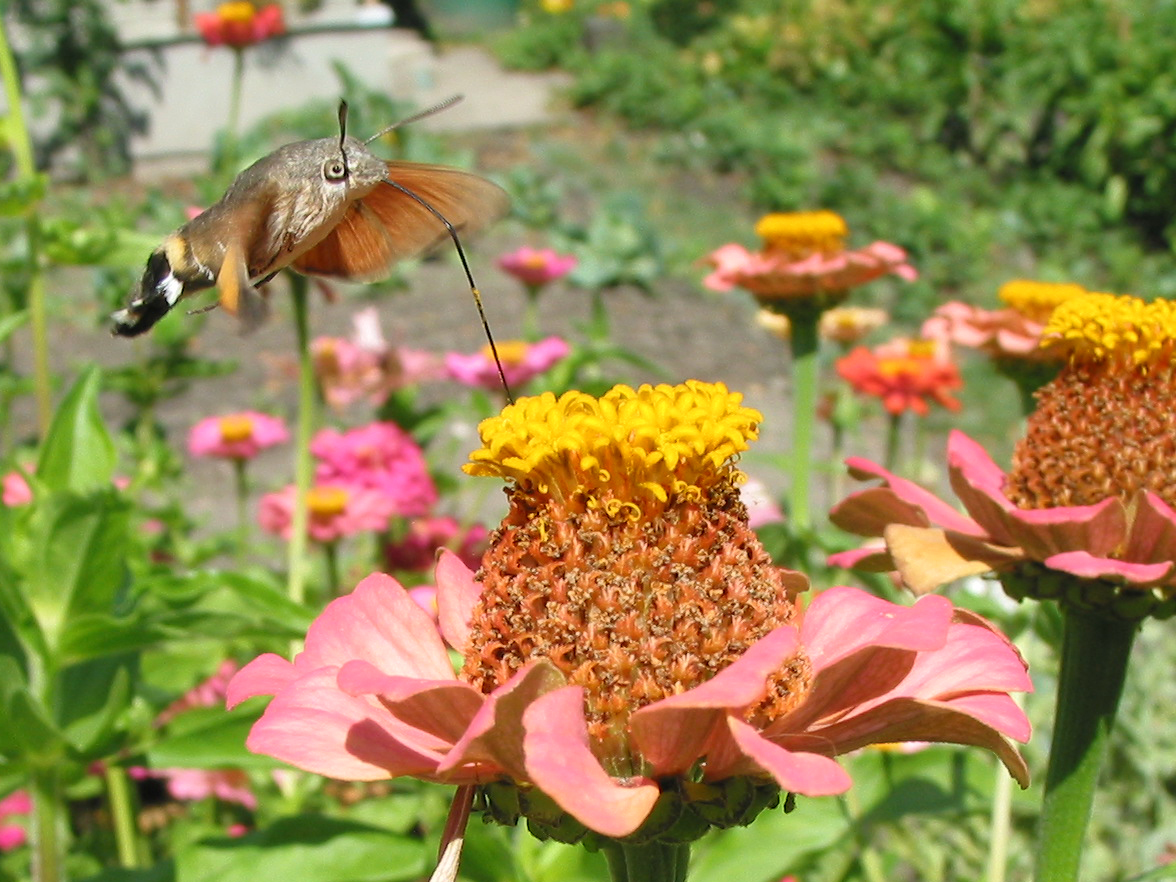
Moro-sphinx butinant les fleurs de Zinnia violacea dans un jardin
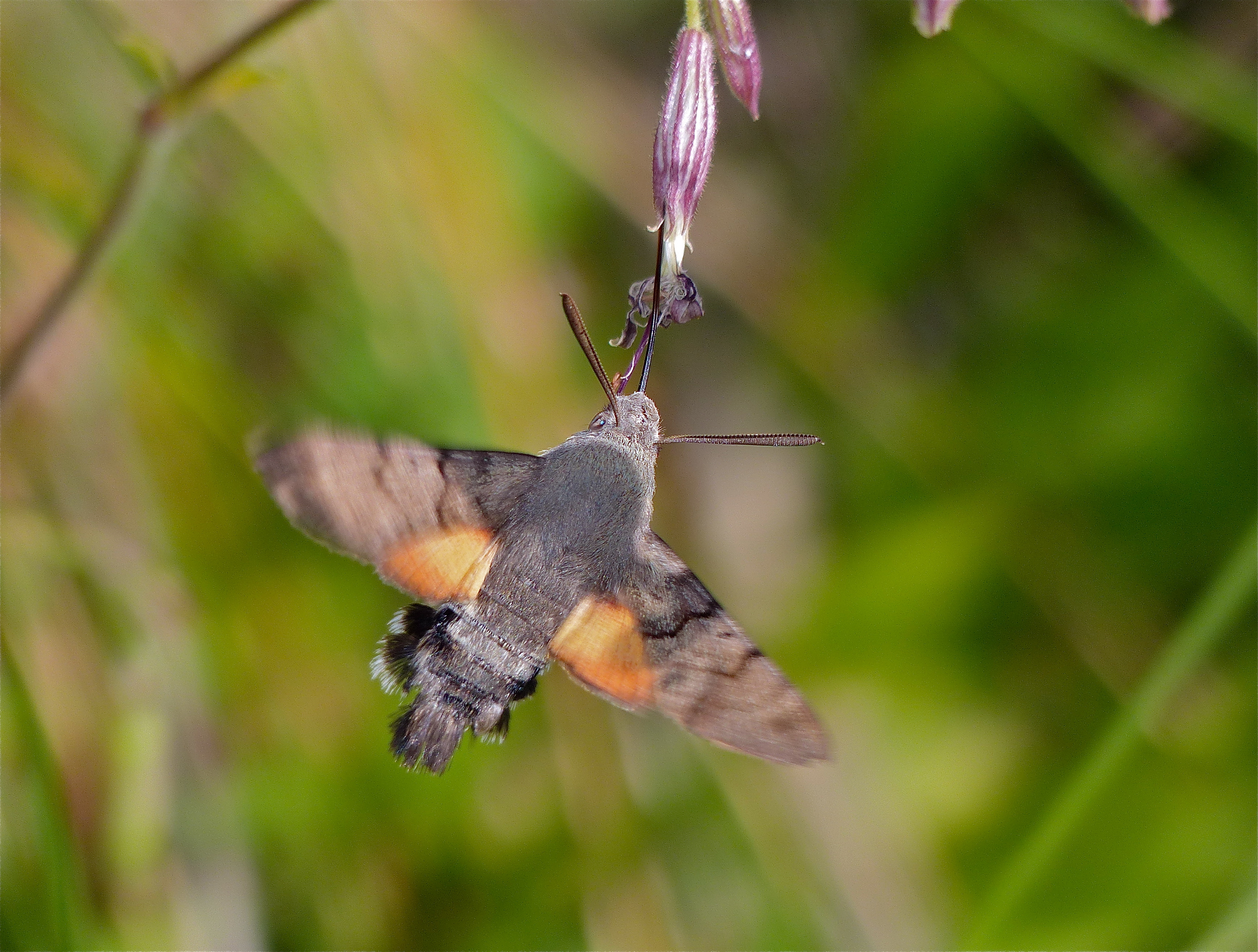
Moro-sphinx butinant en vol stationnaire
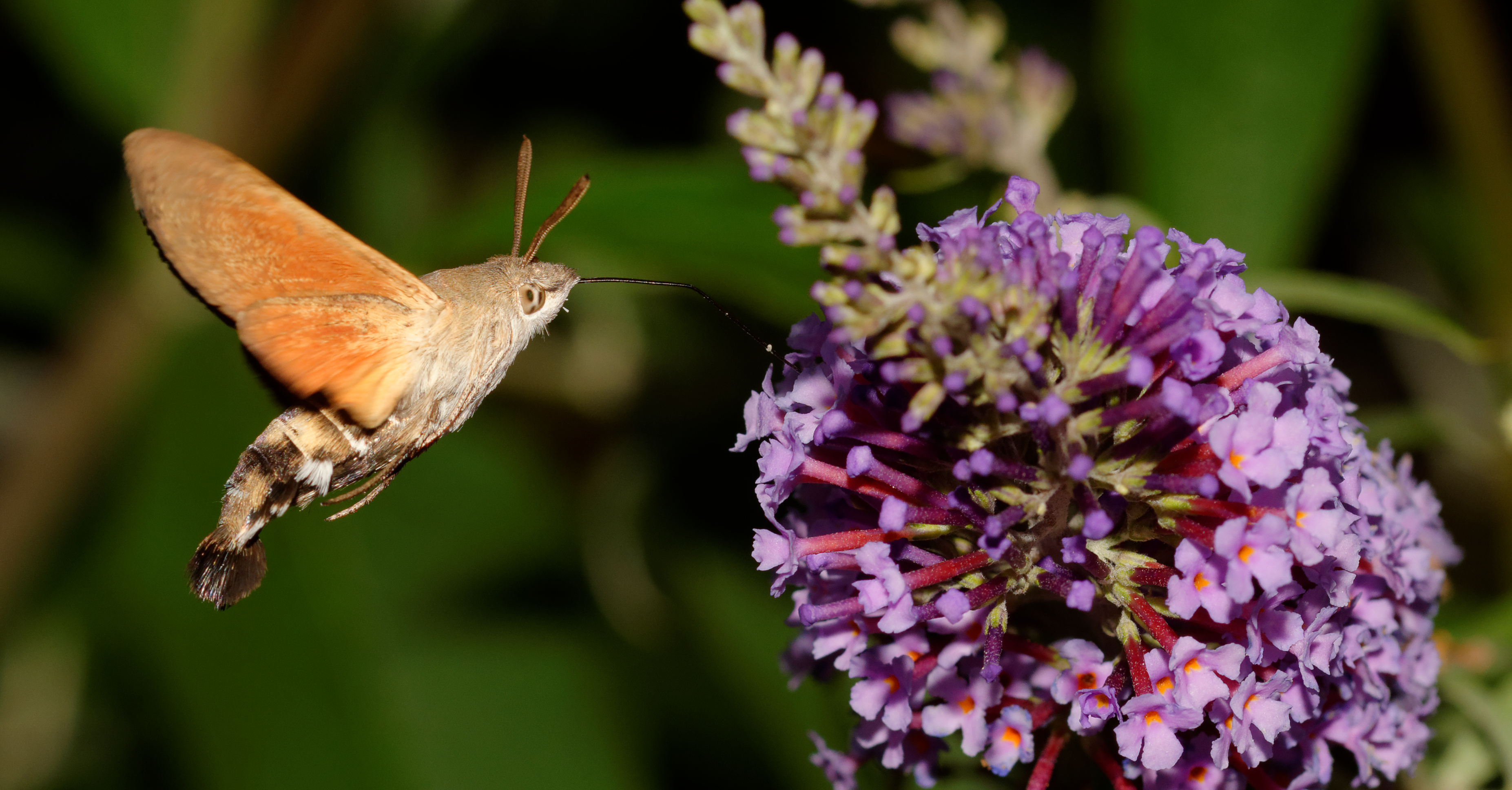
Moro-sphinx butinant un buddleia de David
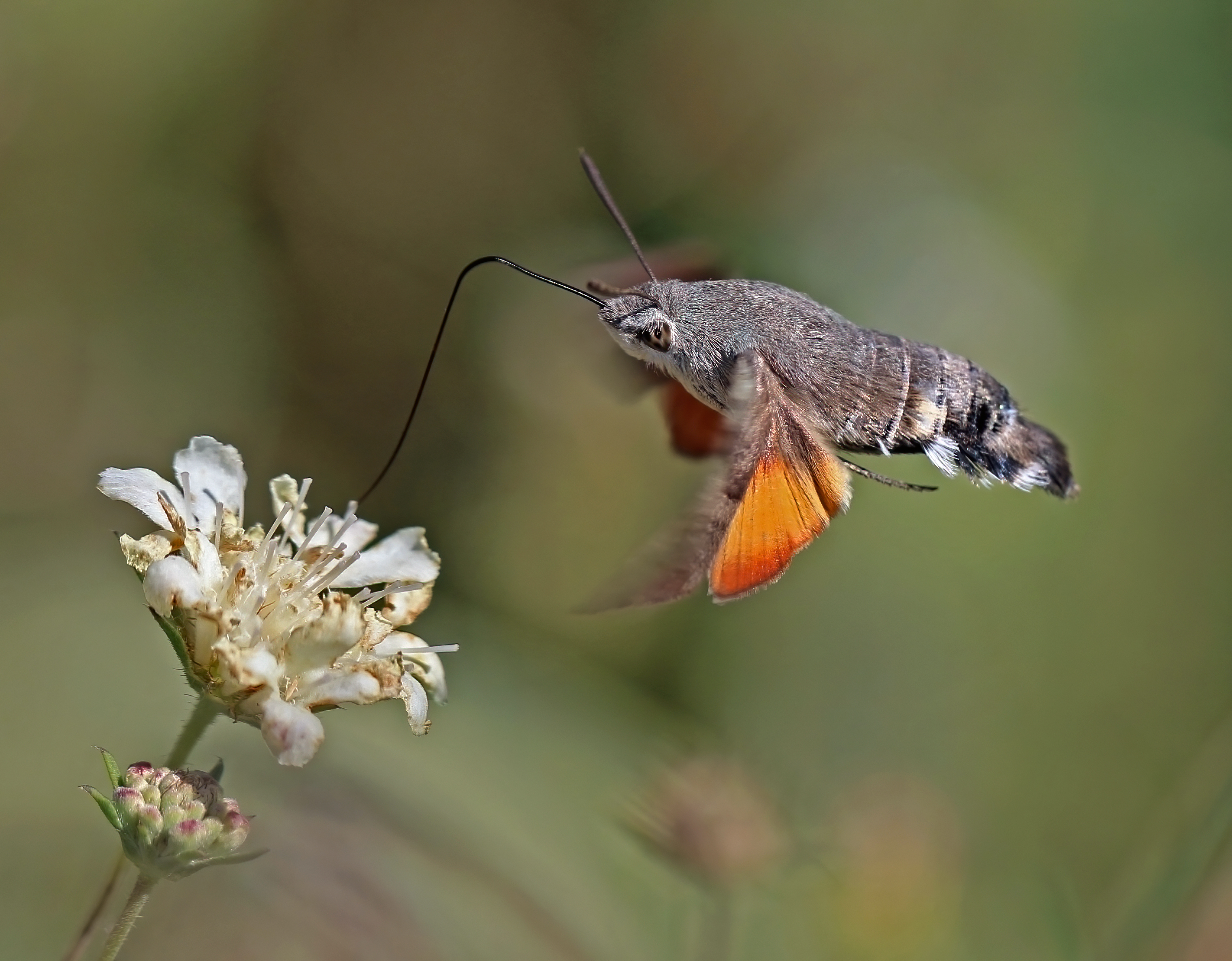
Un autre, dans les montagnes de Rila, en Bulgarie. Juillet 2017.

Il est présent durant la saison chaude dans tous les départements de France métropolitaine.

### Biotope
Cette espèce fréquente les prés, les buissons et les jardins.

## Systématique
L'espèce Macroglossum stellatarum a été décrite par le naturaliste suédois Carl von Linné en 1758, sous le nom initial de Sphinx stellatarum.
L'espèce appartient à la famille des Sphingidae, à la sous-famille des Macroglossinae, à la tribu des Macroglossini et à la sous-tribu des Macroglossina. Elle est l'espèce type pour le genre Macroglossum.

### Synonymie
- Sphinx stellatarum (Linné, 1758) — protonyme
- Sphinx flavida Retzius, 1783[7]
- Macroglossa nigra Cosmovici, 1892[8]
- Macroglossa subnubila Schultz, 1904
- Macroglossa fasciata Rebel, 1910
- Macroglossa convergens Constantini, 1916
- Macroglossa approximata Lempke, 1959
- Macroglossa clausa Lempke, 1959
- Macroglossa candidum Eitschberger, 1971
- Macroglossa minor Vilarubia, 1974[9].

## Noms vernaculaires
- en français : le Moro-sphinx, le Sphinx colibri (nom aussi employé pour désigner Hemaris thysbe au Canada), le Sphinx du caille-lait, le Macroglosse du caille-lait, le porte-nouvelle ;
- en anglais : hummingbird hawk-moth ;
- en allemand : Karpfenschwanz ou Taubenschwänzchen ;
- en espagnol : cola de paloma.

## Le Moro-sphinx et l'Homme

### Protection
Pas de statut de protection particulier.